# 사토라레
《사토라레》(サトラレ)는 사토 마코토의 일본 만화이다. 한국에는 《돌연변이》란 제목으로 만화책이 출판됐으며, 후에 다시 《사토라레》로 출판됐다. 2001년에는 영화로 개봉됐으며, 2002년에는 텔레비전 드라마로 방송됐다.

## 같이 보기
- 사토라레